# Yellomundee Regional Park
Yellomundee Regional Park är en park i Australien. Den ligger i delstaten New South Wales, i den sydöstra delen av landet, omkring 56 kilometer väster om delstatshuvudstaden Sydney.
Närmaste större samhälle är Glenmore Park, omkring 13 kilometer söder om Yellomundee Regional Park.
Runt Yellomundee Regional Park är det i huvudsak tätbebyggt. Runt Yellomundee Regional Park är det tätbefolkat, med 442 invånare per kvadratkilometer. Genomsnittlig årsnederbörd är 1 267 millimeter. Den regnigaste månaden är februari, med i genomsnitt 216 mm nederbörd, och den torraste är juli, med 25 mm nederbörd.